# J. R. D. 타타

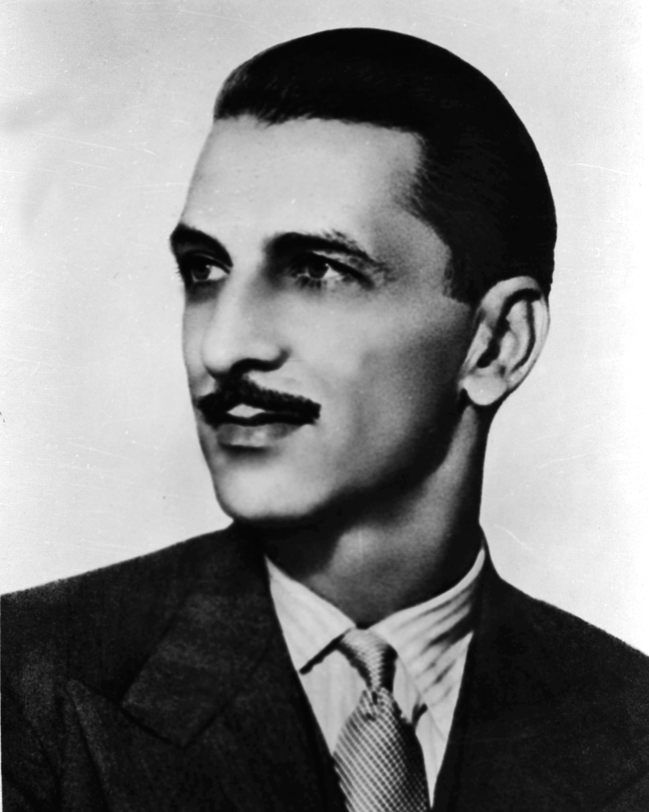

J. R. D. 타타(영어: J. R. D. Tata, 1904년 7월 29일~1993년 11월 29일)는 인도의 비행가, 기업가, 기업가이자 타타 그룹의 회장이다.
인도의 타타 가족에서 태어났다. 그의 어머니는 인도에서 자동차를 운전한 최초의 여성이었으며 1929년에, 그는 인도에서 최초로 면허를 받은 조종사가 되었다. 그는 또한 Tata Consultancy Services, Tata Motors, Titan Industries, Tata Salt, Voltas 및 Air India 를 포함하여 타타 그룹 산하 여러 산업의 설립자로 가장 잘 알려져 있다. 1983년에 그는 프랑스 군단 명예 훈장을 받았고 1955년과 1992년에는 인도에서 가장 높은 민간인 상인 Padma Vibhushan 과 바라트 라트나를 수상했다. 이러한 영예는 인도 산업에 대한 그의 공헌에 대해 수여되었다.
그의 회장 아래 타타 그룹의 자산은 크게 증가했다. 그는 그의 지도 하에 14개 기업으로 시작했으며 반세기 후인 1988년 7월 26일 그가 떠날 때 타타는 그들이 시작했거나 지배 지분을 갖고 있는 95개 기업의 대기업이었다.

## 같이 보기
- 잠셋지 타타